# استقلال لندن

لندن وضعیت آرا اکثریت نواحی در رای‌گیری برای برگزیت. آبی: ترک. نارنجی: بقا

استقلال لندن اشاره به اعتقاد به طرفداری از استقلال یا تجزیهٔ شهر لندن دارد. هدف از آن خودمختاری بیشتر برای لندن به عنوان یک کشور جداگانه از انگلیس (هم ارز با ولز، اسکاتلند و ایرلند شمالی) یا استقلال کامل به عنوان یک دولت‌شهر جدا از پادشاهی متحده است. گاهی از دومی به عنوان یک هدف دراز مدت یاد می‌شود.

## افکار عمومی
دو نظر سنجی انجام شده توسط شرکت نظرسنجی YouGov در لندن چنین است.
| تاریخ انجام     | رای‌گیری سازمان/مخاطب    | حجم نمونه | وضع موجود (شورای شهر) | پارلمان لندن | لغو مجمع | لندن مستقل | بلاتکلیف |
| --------------- | ----------------------- | --------- | --------------------- | ------------ | -------- | ---------- | -------- |
| ۱–۶ ژوئیه ۲۰۱۶  | YouGov/Evening Standard | ۱٬۰۶۱     | ۳۲٪                   | ۲۳٪          | ۷٪       | ۱۱٪        | ۲۸٪      |
| ۸–۱۳ اکتبر ۲۰۱۴ | YouGov/Evening Standard |           | ۳۰٪                   | ۳۰٪          | ۶٪       | ۵٪         | ۲۹٪      |

در سپتامبر ۲۰۱۴ یافتند که ۱۹٫۹ درصد از اهالی لندن می‌خواستند این شهر به استقلال رسد، حمایت از این جنبش بیشتر در میان رده سنی ۲۵–۳۴ بود.